# Edgar Heilbronner
Pour les articles homonymes, voir Heilbronner.
Edgar Heilbronner, né le 13 mai 1921 à Munich en Allemagne et décédé le 28 août 2006, est un chimiste germano-suisse. Il fut professeur de physico-chimie et directeur de l'Institut de physico-chimie de l'université de Bâle de 1968 à sa retraite en 1988.
Il fut, parmi de nombreux travaux s'articulant autour des composés organiques (systèmes p) et de la spectroscopie de tels composés, à l'origine du concept d'aromaticité de Möbius qu'il publia en 1964, bien avant que le premier aromatique de Möbius soit synthétisé en 2003.

## Distinctions et récompenses
- Docteur honoris causa en science de l'université de Durham.
- Docteur honoris causa en science de l'université de Fribourg.
- Membre de l'Académie internationale des sciences moléculaires quantiques.
- Membre honoraire étranger de l'Académie américaine des arts et des sciences.
- Prix Marcel Benoit de la Confédération suisse.
- Médaille Heyrovsky de l'Académie des sciences de Tchécoslovaquie.